# Muhammad ibn Hani
Muhammad ibn Hani, dit Ibn Hani al-Azdi Al-Andalusi, est un poète arabe ismaélien né à Séville en Espagne vers 934, panégyriste  arabe du calife fatimide al-Mu'izz, mort en 973.
Il quitte Séville, fuyant la répression des Omeyyades de Cordoue contre les chiites et se rend d'abord chez les Bani Hamdun al-Judhami de M'Sila. Vers 958 il va offrir ses services à al-Mu'izz et devient son poète de cour principal, défendant la cause des Fatimides face aux Abbassides et aux Omeyyades. Il meurt assassiné entre la Tunisie et l'Égypte alors qu'il accompagne al-Mu'izz.
Il est réputé pour faire des descriptions très imagées, ainsi que pour son art des louanges, qu'il exprime dans des hagiographies, pas très fidèles à la réalité. Il est considéré à son époque comme le plus grand poète du Maghreb, à l'égal d'Al-Mutanabbi en Orient.

## Sources
- Farhad Daftary The Isma'ilis: Their History and Doctrines Cambridge University Press, 1992  (ISBN 0521429749 et 9780521429740)